# 拟美国薄荷
拟美国薄荷，也叫管蜂香草，为唇形科美国薄荷属下的一个种。